# 김정숙 (문재인의 부인)
김정숙(金正淑, 1954년 11월 15일~)은 대한민국의 제19대 대통령 문재인의 배우자이다.
1954년 서울 종로구에서 태어났으며, 숙명여자중학교, 숙명여자고등학교를 졸업하였다. 1974년 경희대학교 음대 성악과에 입학하였고, 대학 재학 중 문재인과 만났다. 대학 졸업 후에 서울시립합창단 단원으로 활동하다가 1980년 문재인이 사법시헙에 합격한 후, 1981년 문재인과 결혼하였다. 문재인이 사법연수원을 수료한 해인 1982년에 합창단을 그만두고 문재인과 함께 부산으로 이사하였다.
2017년 문재인이 제19대 대통령 선거에 출마하자 남편의 선거 운동을 적극적으로 도왔고, 문재인이 대통령으로 당선되어 5월 10일에 취임하면서 대통령 배우자가 되었다. 김정숙은 언론에 '영부인' 대신 '여사'라고 불러달라고 요청했다.

## 학력
- 1967~1970: 숙명여자중학교(졸업)
- 1970~1973: 숙명여자고등학교(졸업)
- 1974~1978: 경희대학교 성악과(학사)

## 경력
- 1978년~1982년: 서울시립합창단 단원[8]
- 2017년 5월~2022년 5월: 대한민국 제19대 대통령 배우자
- 2019년 1월~2022년 5월: 제4대 사회복지공동모금회 사랑의열매 명예회장

## 훈장
- 오스트리아:  오스트리아 공화국 공로명예장 대명예금현장(2021년 6월 14일)
- 스페인:  국민훈장 대십자장(2021년 6월 8일)
- 스웨덴:  북극성 훈장(2019년 6월 14일)
- 노르웨이:  왕립 노르웨이 공로 훈장 대십자장 (2019년 6월 12일)
- 대한민국: 무궁화대훈장 2022년 3월 15일

## 논란과 의혹

### 더불어민주당원 댓글 조작 사건 연루 의혹
2017년 제19대 대선 더불어민주당 경선 당시, 더불어민주당원 댓글 조작 사건의 주범인 '드루킹'이 주도한 문재인 후보 지지 조직인 '경인선'(經人先, "경제도 사람이 먼저다"라는 뜻)을 김정숙 여사가 언급하는 모습을 보였다. 경인선이 블로그에 올린 유튜브 영상에서 김 여사는 "경인선도 가야지. 경인선에 가자"라며 이동하였다.

### 더불어민주당 관련 의혹
손혜원 더불어민주당 의원에 대해 목포 부동산 투기 의혹이 제기된 이후, 나경원 자유한국당 원내대표가 "손혜원 더불어민주당 의원은 김정숙 여사와 숙명여고 동창이다"라며 "이 사건은 단순한 부동산 투기가 아니라 초권력형 비리"라고 주장한 바 있다. 또한 "손 의원은 김정숙 여사와 절친이다. 손 의원이 홍보전문가였는데 정치에 입문하게 된 경위도 김 여사의 부탁으로 여당에 입당하고 도와주기로 하면서부터"라고 주장했다. 이에 대해 김의겸 청와대 대변인은 "정치판이 아무리 혼탁하다 하더라도 지켜야 할 최소한의 예의와 선이 있다고 생각한다"면서 "나경원 의원이 '초권력형 비리'라는 표현을 썼는데, 그러한 발상이야말로 '초현실적 상상력'"이라고 대응했다.

### 직권남용 혐의
국가공무원인 청와대 경호관에게 1년 이상 개인 수영강습을 시킨 것으로 드러나 크게 물의를 빚고 있다. 여러 경호처 관계자는 "교육을 마친 신입 경호관은 보통 2년 정도를 선발부에서 근무하는데, A 경호관은 이례적으로 빨리 가족부로 옮겼다"며 "수영 강습을 목적으로 딱 찍어서 데려간 것으로 소문이 났다"고 했다.

### 인도 외유성 방문 의혹
김정숙이 2018년에 인도 타지마할 등을 영부인 자격으로 방문한 것에 대해, 공무상 목적이 아닌 외유성 목적의 방문이었다는 의혹이 제기되어 검찰이 수사에 나섰다.

### 딸과 사위에 대한 특혜 의혹
사위에 대한 특혜 채용 의혹 수사 과정에서 김정숙이 친구에게 5천만원을 주었고 그 돈이 딸인 문다혜에게 입금됐다는 사실이 확인되어, 수상한 자금 흐름에 대한 의혹이 제기되었고, 검찰이 자금 흐름 추적에 나섰다.

## 가족
- 부모: 아버지(1988년 8월 사망), 어머니 이씨(2021년 당시 생존)
- 형제: 언니 김명숙(2005년 사망), 여동생
- 배우자: 문재인
- 자녀: 아들 문준용, 딸 문다혜